# Thérèse Dussaut
Pour les articles homonymes, voir Dussaut.
Thérèse Dussaut est une pianiste française née le 20 septembre 1939 à Versailles.

## Biographie
Thérèse Dussaut naît le 20 septembre 1939 à Versailles. Elle est la fille du compositeur Robert Dussaut et d'Hélène Covatti, professeur de solfège au Conservatoire de Paris.
Thérèse Dussaut commence l'apprentissage de la musique à l'âge de quatre ans à l'École normale de musique de Paris avant de bénéficier de leçons de la pianiste Marguerite Long.
À partir de l'âge de douze ans elle étudie dans la classe de Jean Doyen au Conservatoire de Paris, où elle obtient un 1er prix de piano, puis un 1er prix de musique de chambre dans la classe de Pierre Pasquier à l'âge de quinze ans, avant de travailler avec Wladimir Horbowski (en) à la Hochschule für Musik de Stuttgart et Louis Hiltbrand à Genève.
En 1957, Thérèse Dussaut remporte le 1er prix du Concours international de musique de l'ARD. Elle se perfectionne ensuite auprès de Pierre Sancan. Sa carrière de soliste se développe et elle se produit depuis lors dans le monde entier, notamment à l'occasion de l'année Ravel en 1975.
En 1984, elle est nommée professeur au Conservatoire de Toulouse.
Sa discographie comprend plusieurs opus, dont une intégrale de l’œuvre pour clavier de Rameau (1978, Archiv Production). Comme interprète, Dussaut est aussi la créatrice de Strophe, Antistrophe, Épode de Léon Mouravieff et du Concerto de Charles Chaynes,.